# Banaran (Pace)
Banaran is een bestuurslaag in het regentschap Nganjuk van de provincie Oost-Java, Indonesië. Banaran telt 2225 inwoners (volkstelling 2010).